# گرزی
 گرزی(نام علمی: Kniphofia uvaria) نام یک گونه از زیرخانواده علف‌درختان آسفودلویدآ است.